# Brugmansia suaveolens
Brugmansia suaveolens ist eine Art aus der Gattung der Engelstrompeten (Brugmansia).

## Beschreibung
Brugmansia suaveolens ist ein bis zu 5 Meter hoher Strauch oder Baum, dessen Zweige unbehaart oder verkahlend sind.
Die wechselständigen Laubblätter sind 15 bis 30 Zentimeter lang. Die meist ganzrandige bis entfernt gezähnte und spitze bis zugespitzte, an der Basis gerundete bis spitze Blattspreite ist auf beiden Seiten flaumhaarig bis filzig behaart, besonders entlang der Blattadern. Die Blattstiele sind 3 bis 5 Zentimeter lang und unbehaart.
Die duftenden, hängenden und zwittrigen Blüten mit doppelter Blütenhülle erscheinen achselständig und einzeln. Die Blütenstiele sind bis zu 5 Zentimeter lang und können unbehaart oder behaart sein. Der Blütenkelch ist bis 13 Zentimeter lang, breit röhrenförmig, bereits in der Knospe erweitert und auch während der Blütezeit weiterhin erweitert. Nach der Blütezeit fällt er zusammen mit der Krone ab. An der Spitze des unbehaart oder behaarten Kelches stehen fünf Kelchzipfel, diese sind etwa gleichgestaltig, 1,5 bis 2 Zentimeter lang und können stumpf oder spitz sein. Die Krone ist unterseits röhren- und oberseits trichterförmig, 25 bis 30 Zentimeter lang, sie kann weiß, pink oder gelblich gefärbt sein. Der Durchmesser der Kronröhre beträgt nur etwa 2/3 des Durchmessers der Kelchröhre, so dass diese nicht vollständig ausgefüllt ist. In etwa bei der Hälfte des Kronsaums ist manchmal eine leichte Vergrößerung vorhanden. Der Kronsaum ist geschwungen gelappt, misst etwa 13–14 Zentimeter im Durchmesser und ist mit fünf schmal-eilanzettlichen Zipfeln mit einer Länge von 10 bis 20 Millimetern besetzt. Die Außenseite der Krone ist behaart, die Innenseite unbehaart.
Die Staubblätter stehen zwischen dem unteren Drittel und der Hälfte der Krone, oberhalb des Kelches. Sie können knieförmig gewinkelt sein, sind am Ansatzpunkt behaart und nach oben hin unbehaart. Gelegentlich trocknen sie zu einem dunklen Farbton. Die Staubfäden stehen auf etwa 40 Millimeter frei. Die Staubbeutel sind 25 bis 35 Millimeter lang und zu einer schmalen, zylindrischen Röhre mit einem Durchmesser von 4 bis 6 Millimeter verwachsen, gelegentlich stehen sie jedoch auch getrennt. Sie springen längsseitig auf. Der oberständige und zweikammerige Fruchtknoten ist länglich-konisch mit schlankem Griffel.
Die Frucht ist eine 8–20 Zentimeter lange und vielsamige, spindelförmige, grüne Beere.

## Vorkommen
Die Art stammt ursprünglich aus Südamerika und kommt in Bolivien, Peru und Brasilien vor.

## Giftigkeit
Die ganze Pflanze ist sehr stark giftig. Die Symptome einer Vergiftung können sowohl durch Verzehr als auch durch Hautkontakt oder starke Geruchsaufnahme auftreten. Es können psychogene Ausfälle wie Schwindel und Halluzinationen, Krampfanfälle, Herzrhythmusstörungen sowie Herzrasen, Erweiterung der Pupillen mit Verlust der entsprechenden Sehkraft und im schlimmsten Fall Atemstillstand mit Todesfolge auftreten.